# Урх (Словенська Бистриця)
Урх (словен. Urh) — поселення в общині Словенська Бистриця, Подравський регіон‎, Словенія.